# Luc Sanders
Luc Sanders, né le 6 octobre 1945 à Bruges en Belgique, est un footballeur international et entraîneur belge qui joue au poste de gardien de but.

## Biographie
Luc Sanders est gardien de but au Cercle Bruges KSV, FC Bruges, KV Ostende et KAA La Gantoise.
Présélectionné aux Championnats d'Europe en 1972, il sera finalement international une fois en  1973. 

## Vie privée
Son frère cadet Koen Sanders (né en 1962) a également été international belge, tandis que son autre frère, Dirk (né en 1955), a évolué au FC Brugeois.

## Palmarès
- International en 1973  (1 sélection)
- Présélectionné à l'Euro 1972 (ne joue pas)
- Champion de Belgique en 1973 avec le FC Bruges
- Vainqueur de la Coupe de Belgique en 1970 avec le FC Bruges